# Reputation (àlbum de Taylor Swift)
Reputation és el sisé àlbum d'estudi de la cantant estatunidenca Taylor Swift. Es va publicar el 10 de novembre de 2017 pel segell discogràfic Big Machine Records, i va ser el seu darrer llançament amb aquesta companyia. Després del llançament del seu cinqué àlbum d'estudi 1989 (2014), Swift es va convertir en un tema d'escrutini sensacionalista desenfrenat amb els mitjans de comunicació que van donar a conéixer la seua vida personal i les seues disputes amb altres celebritats. Per tant, es va aïllar de la premsa i les xarxes socials, on havia mantingut una presència activa, i va crear aquest disc com un esforç per renovar el seu estat d'ànim.
Influenciat per l'enrenou, Swift va escriure Reputation sota dos temes principals: les xafarderies excessives que l'envoltaven i trobar l'amor durant esdeveniments tumultuosos. Va reclutar Jack Antonoff, Max Martin i Shellback per a la producció de l'àlbum. Marcant un canvi radical respecte a l'estil synthpop del seu predecessor, Reputation es construeix al voltant de l'electropop, el R&B i el trap, inspirat en gèneres urbans com l'EDM, el hip-hop i el Miami bass, donant com a resultat una producció molt electrònica que consisteix en caixa de ritmes amb pulsions, sintetitzadors unflats i veus manipulades.
D'acord amb els temes de l'àlbum, Swift no va promoure Reputation a través d'entrevistes de premsa, com havia fet per a llançaments anteriors. Va donar suport a l'àlbum amb quatre senzills internacionals: "Look What You Made Me Do", "...Ready for It?", "End Game" amb Ed Sheeran i Future, i "Delicate", que van assolir el número u, quatre, divuit i dotze del Billboard Hot 100. "Gorgeous" i "Call It What You Want" van precedir l'àlbum com a temes promocionals, mentre que "New Year's Day" es va oferir a la ràdio country dels Estats Units i "Getaway Car" a la ràdio australiana. La resposta crítica contemporània a l'àlbum va ser generalment positiva. Els crítics es van dividir pel so descarat i els temes durs, però van elogiar la resiliència de la composició de cançons. Alguns crítics van considerar que l'àlbum és un disc íntim en el qual Swift es torna vulnerable i descobreix el seu jo interior. Les ressenyes retrospectives han descrit Reputation com un àlbum d'experimentació i evolució emocional.
L'àlbum va ser el quart consecutiu de Swift a debutar al número u del Billboard 200 dels Estats Units amb vendes de més d'un milió de còpies la primera setmana; va passar quatre setmanes al capdamunt de la llista. També va encapçalar les llistes a països com Austràlia, el Canadà i el Regne Unit. Va ser l'àlbum més venut d'una artista femenina el 2017, amb més de 4,5 milions de còpies venudes. Va comptar amb el suport del Reputation Stadium Tour (2018), que es va convertir en la gira nord-americana més taquillera de tots els temps. Reputation va ser nominat com a millor àlbum de pop vocal a la 61a edició dels Premis Grammy, figura a la llista dels millors àlbums de la dècada de 2010 de la revista Slant i ha rebut certificacions de vendes a tot el món. Swift va buidar el seu lloc web i els seus comptes de xarxes socials abans d'anunciar Reputation, cosa que va crear una atenció generalitzada a Internet; des d'aleshores altres artistes han emulat aquesta tàctica abans d'anunciar música nova.

## Cançons
| Núm.          | Títol                                   | Productor(s)            | Durada |
| ------------- | --------------------------------------- | ----------------------- | ------ |
| 1.            | «…Ready for It?»                        | Martin Shellback Payami | 3:28   |
| 2.            | «End Game» (amb Ed Sheeran i Future)    | Martin Shellback Ilya   | 4:04   |
| 3.            | «I Did Something Bad»                   | Martin Shellback        | 3:58   |
| 4.            | «Don't Blame Me»                        | Martin Shellback        | 3:56   |
| 5.            | «Delicate»                              | Martin Shellback        | 3:52   |
| 6.            | «Look What You Made Me Do»              | Swift Antonoff          | 3:31   |
| 7.            | «So It Goes…»                           | Martin Shellback Görres | 3:47   |
| 8.            | «Gorgeous»                              | Martin Shellback        | 3:29   |
| 9.            | «Getaway Car»                           | Swift Antonoff          | 3:53   |
| 10.           | «King of My Heart»                      | Martin Shellback        | 3:34   |
| 11.           | «Dancing with Our Hands Tied»           | Martin Shellback Holter | 3:31   |
| 12.           | «Dress»                                 | Swift Antonoff          | 3:50   |
| 13.           | «This Is Why We Can't Have Nice Things» | Swift Antonoff          | 3:27   |
| 14.           | «Call It What You Want»                 | Swift Antonoff          | 3:23   |
| 15.           | «New Year's Day»                        | Swift Antonoff          | 3:55   |
| Durada total: | Durada total:                           | Durada total:           | 55:38  |